# Chiềng Bôm
Chiềng Bôm là một xã thuộc huyện Thuận Châu, tỉnh Sơn La, Việt Nam.
Xã Chiềng Bôm có diện tích 92,19 km², dân số năm 1999 là 4273 người, mật độ dân số đạt 46 người/km².